# Doyle Bramhall II
Doyle Bramhall II (Dallas, 24 dicembre 1968) è un chitarrista, cantante e compositore statunitense.
Figlio del batterista Doyle Bramhall, principalmente noto come chitarrista e cantante degli Arc Angels e membro della Eric Clapton's Band dal 2004.

## Biografia
Doyle Bramhall II nasce a Dallas - Texas il 24 dicembre 1968 in una casa di musicisti. Suo padre, infatti, Doyle Bramhall è stato il batterista del leggendario Lightnin' Hopkins e usuale collaboratore di grandi nomi del blues come Stevie Ray Vaughan e Jimmie Vaughan, con i quali è cresciuto.

## La carriera
Nel 1984, a soli 16 anni, Doyle Bramhall II parte in tournée come secondo chitarrista dei Fabulous Thunderbirds, quartetto texano trascinato al successo dall'armonica di Kim Wilson e dalla chitarra di Jimmie Vaughan.
Nel 1992 forma insieme al chitarrista e cantante texano Charlie Sexton gli Arc Angels, la cui formazione include il bassista Tommy Shannon e il batterista Chris Layton, entrambi già nei Double Trouble. Con gli Arc Angels incide il primo, unico ed omonimo disco, pubblicato nel 1992 che, anche grazie all'approvazione della critica, sembra aprire la strada al successo. Ma i problemi di Doyle con l'eroina, sommati ai dissapori interni portano la band allo scioglimento nell'ottobre 1993.
Bramhall comincia allora la sua carriera solista che lo porta tra il 1996 ed il 2001 ad incidere tre album, che gli garantiscono un successo anche al di fuori degli Stati Uniti. Il primo disco da solista, l'eponimo Doyle Bramhall II, viene pubblicato nel 1996. Molto apprezzato dalla critica, non ottiene lo stesso successo con le vendite. Il secondo album è Jellycream e viene pubblicato non più con la Geffen Records ma con la RCA. L'album però segue le sfortunate orme del primo, che aveva trovato i favori della critica ma aveva avuto scarso successo commerciale. Così la RCA decide di cancellare il progetto successivo di Bramhall.
Ma Flohr, continuando a credere nel talento compositivo del chitarrista texano, passa una copia di Jellycream a Eric Clapton, che ne rimane affascinato tanto da inserire nel suo nuovo album Riding With The King le cover di due brani: I Wanna Be e Marry You. Nello stesso periodo Doyle riceve richieste sia dallo stesso Clapton che da Roger Waters al quale decide inizialmente di unirsi per una tournée estiva, ma finita la breve e decisiva esperienza con l'ex bassista dei Pink Floyd durata dal 1999 al 2002, si unisce ad Eric Clapton intraprendendo così una stretta e duratura collaborazione live e in studio, prima come compositore e quindi produttore.
Nel 2001 dà vita al suo nuovo album, anche questo pubblicato con la RCA, dal titolo Welcome con la appena formata band degli Smokestack con i quali apre i concerti di Clapton nella tournée del 2001. 
Nel 2009 organizza con gli Arc Angels una reunion (Questa volta assente il bassista e cofondatore Tommy Shannon sostituito da Mark Newmark) in occasione della quale viene pubblicato Living In A Dream, CD-DVD live che include alcuni nuovi brani e un documentario sulla band.
Nel 2010 è produttore insieme a Justin Stanley dell'album 100 Miles From Memphis della cantante Sheryl Crow, con la quale rimane impegnato nel tour americano ed europeo.

## Ruoli secondari
Come Chitarrista di sessione invece vanta collaborazioni con Me'Shell Ndegeocello, Sheryl Crow, Susan Tedeschi, The Derek Trucks Band.

## La tecnica chitarristica e le influenze
Bramhall è mancino, quindi suona la chitarra col manico rivolto verso destra, ma la particolarità sta nel fatto che usa l'ordine delle corde come un destro, col risultato che le corde risultano capovolte (i bassi giù e gli alti su). Questa è una tecnica di cui si sono avvalsi molti chitarristi mancini come Albert King, Lefty Dizz, Otis Rush, Coco Montoya e Elizabeth Cotten.
Lo stile chitarristico è chiaramente influenzato da Albert King, Freddie King, Jimi Hendrix, Lightnin' Hopkins e Johnny "Guitar" Watson. Il suo modo di suonare blues risulta molto radicato nello spirito del Texas blues, caratterizzato da note lunghe e ripetute.

## Discografia
Con gli Arc Angels
- Arc Angels (Geffen Records 1992)
- Living in a Dream CD-DVD (Mark I Music 2009)

Da solista
- Doyle Bramhall II (Geffen Records 1996)
- Jellycream (RCA Records 1999)
- Rich Man (Concord Records 2016)
- Shades (RCA Records 2018)

Doyle Bramhall II & Smokestack
- Welcolme (RCA Records 2001)

## Curiosità
- Dopo la Tournée di Me and Mr. Johnson con Clapton del 2004, Bramhall ammetterà di non aver mai ascoltato neanche un brano del leggendario blues-man Robert Johnson prima di allora.